# Raffaele Mattioli

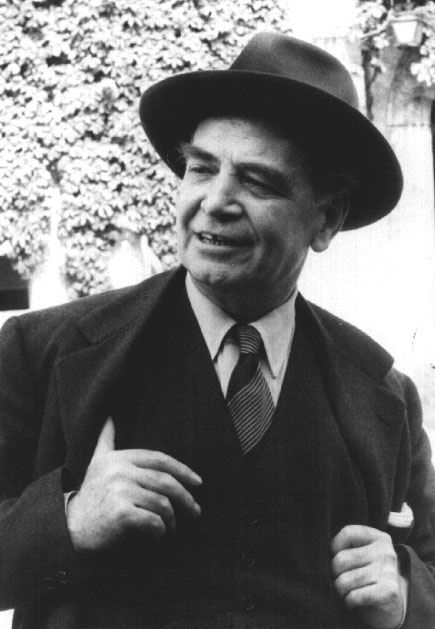
Raffaele Mattioli

Raffaele Mattioli (* 20. März 1895 in Vasto; † 27. Juli 1973 in Rom) war ein italienischer Bankier, Volkswirt und Verleger.
Nach dem Studium der Volkswirtschaft und einigen verschiedenen Tätigkeiten – u. a. als Journalist und Privatdozent – war Mattioli im Jahre 1925 in die Banca Commerciale Italiana (BCI) eingetreten und im Laufe der Zeit zu einem der führenden Bankiers in Italien aufgestiegen, als der er auch in der internationalen Finanzwelt ein hohes Ansehen besaß. Neben dem Bankgeschäft, in das er zufällig und nicht seiner eigentlichen Neigung folgend geraten war, hat Mattioli auf dem Gebiet der Wirtschaftswissenschaft theoretisch gearbeitet und für deren Erforschung und Darstellung Einrichtungen wie Institute und Bibliotheken geschaffen und gefördert. Des Weiteren hat er sich auch erfolgreich als Verleger und Übersetzer mit hochstehender Literatur befasst.

## Herkunft und Entwicklung
Vasto, Raffaele Mattiolis Geburtsort, liegt im Süden der Abruzzen in der Provinz Chieti am Adriatischen Meer. Die Region der Abruzzen, damals wie heute zu den ärmsten Gebieten Italiens gehörend, ist eine raue Bergwelt auf dem Höhenrücken des Apennin. (Aus solchen Landschaften kommen oft eigenwillige Charaktere; auch Gabriele d’Annunzio, der Dichter und Soldat, und Benedetto Croce, der Philosoph, kommen von dort.) Hier wuchs Raffaele zusammen mit zwei Brüdern auf. Der Vater, der ein recht weiser Mann gewesen ist, woran sich sein Sohn später im Leben noch oft mit Freude erinnert hat, war Kaufmann und betrieb einen kleinen Laden in Vasto. Zur Schule ging Raffaele in Chieti, eine Universitätsstadt südlich von Pescara. Im Herbst 1912 begann er eine Ausbildung an einer Höheren Handelsschule in Genua.
Als Italien im Mai 1915 aufseiten der Entente in den Ersten Weltkrieg eintrat, meldete sich Raffaele Mattioli freiwillig zum Militärdienst in der italienischen Armee. Er wurde Offizier, erlebte Fronteinsätze, bekam Auszeichnungen und erlitt Verwundungen.
Nach dem Krieg geriet er mit seiner Einheit nach Fiume, wo d’Annunzio im September 1919 sein Abenteuer in dieser kleinen Republik beginnen sollte. Die Beschwörung der Vergangenheit durch den Dichter sagte Mattioli aber nicht zu, und er nahm irgendwann seinen Abschied und begann in Genua an der dortigen Universität Volkswirtschaft zu studieren. Nachdem er das Studium im Dezember 1920 mit der Doktorwürde abgeschlossen hatte, ging er nach Mailand, dem Handels- und Finanzzentrum Italiens, wo er eine Zeitlang Redakteur in der Finanzzeitschrift Rivista Banearia, einem Blatt der italienischen Bankiersvereinigung, war.
Zuvor, wohl im Jahr 1919, hatte Raffaele Mattioli in Triest Emilia Tami geheiratet und war bald darauf Vater eines Sohnes geworden. (Emilia starb im Jahr 1923 und dieser Schicksalsschlag wird Mattioli nicht unerheblich zu tieferen Einsichten verholfen haben. Im Jahr 1928 ging er dann mit Lucia Mountains eine zweite Ehe ein, aus der zwei Söhne und eine Tochter hervorgingen.)
Im Jahr 1922 wurde Mattioli Privatdozent an der Luigi Bocconi Universität in Mailand, die in der Disziplin der Wirtschaftswissenschaften führend in Italien war. (Ein Kollege von ihm an der Fakultät war der Finanzwissenschaftler Luigi Einaudi, der im Jahr 1948 Präsident der italienischen Republik werden sollte; von 1917 bis 1926 war Angelo Sraffa, der Vater von Piero Sraffa, mit dem Mattioli befreundet war, Rektor der Universität.) Aber schon bald musste Mattioli, da er keine Neigung zum Faschismus hatte und sie auch nicht vortäuschen mochte, die Lehrtätigkeit wieder aufgeben. Das im Herbst 1922 errichtete Regime des Mussolini wollte die Jugend auch nicht im Geringsten einem Andersdenkenden anvertrauen und so durfte er keine Vorlesungen mehr halten. Mattioli musste die Universität aber nicht verlassen und arbeitete weiter als Assistent in einem von Einaudi eingerichteten Institut für Volkswirtschaft, wo er sich hauptsächlich um das Einrichten einer Bibliothek kümmerte und im Dialog mit anderen Wissenschaftlern und Persönlichkeiten (wie Piero Sraffa oder Carlo Rosselli) stand.
So um das Jahr 1924 herum eröffnete sich dann für Mattioli eine neue Möglichkeit: Die Handelskammer von Mailand schrieb die Stelle eines Generalsekretärs aus und aus intellektueller Neugierde – «Ich war der Meinung, dass ich nun einmal genug Theorie gesehen hatte, und ich wollte mal schauen, ob die Theorie mit der täglichen Wirtschaftspraxis übereinstimmt. Im Idealfalle sollten ja Theorie und Praxis identisch sein.» – bewarb er sich um die Stelle und bekam sie. Aber kaum hatte er sich mit der neuen Stelle etwas vertraut gemacht, als ihm von dem damaligen Chef der Banca Commerciale Italiana, Giuseppe Toeplitz, die Stelle eines Privatsekretärs angeboten wurde mit der Verlockung, weiter in der BCI aufzusteigen. Doch Raffaele Mattioli zögerte zunächst, denn sein eigentliches Berufsziel war nach wie vor, im akademischen Betrieb zu arbeiten und ein Professor für Volkswirtschaft zu werden, und er hoffte immer noch, dass das eines Tages wieder möglich sein würde. Außerdem war zu erwarten, dass ihm die neue Arbeit kaum Zeit für seine Studien lassen würde. Schließlich aber siegte auch hier bei ihm die Wissbegierde, etwas kennenzulernen, was völlig neu für ihn war, und er nahm das Angebot von Toeplitz an und trat im November 1925 in die Banca Commerciale Italiana ein.